# NGC 2660
NGC 2660 ist ein galaktischer Offener Sternhaufen im Sternbild Vela und hat eine Winkelausdehnung von 3′ und eine scheinbare Helligkeit von 8,8 mag. Er wurde am 29. Dezember 1834 von John Herschel entdeckt.